# Mirror Cube

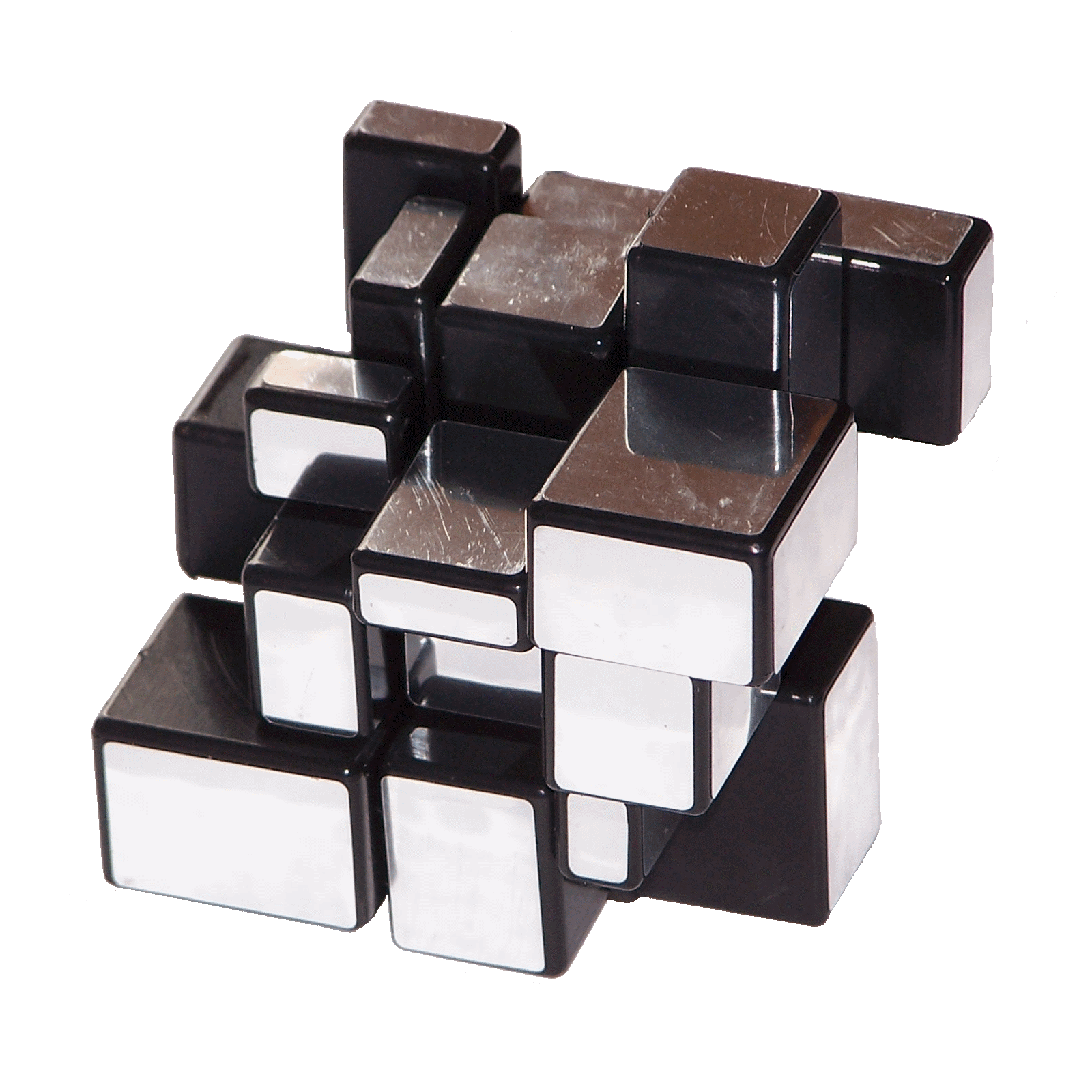
Il Mirror Cube non risolto.

Il Mirror Cube (noto anche come Mirror Blocks, Bump o Bump Cube) è un twisty puzzle cubico, variante del tradizionale Cubo di Rubik.

## Storia
Il Mirror Cube è stato inventato, con il nome di Bump Cube, da Hidetoshi Takeji nel 2006, partecipando nello stesso anno alla Puzzle Design Competition.

## Descrizione
Il Mirror Cube è meccanicamente uguale al cubo di Rubik, ma i 27 cubetti, anziché differire per colore, differiscono per forma e hanno tutti lo stesso colore, solitamente argento. La posizione risolutiva del puzzle è l'unica in cui quest'ultimo ha una forma cubica.

## Permutazioni
Il Mirror Cube può assumere {\displaystyle {8!\times 3^{7}\times 12!\times 2^{10}}\approx 4.33\times 10^{19}} diverse posizioni, come il cubo di Rubik.

## Record
La risoluzione di questo cubo figura tra gli eventi WCA non ufficiali, i risultati dei quali sono collezionati dal sito speedcubing.com. Il record sulla singola risoluzione appartiene a The Seppomania (non il nome vero ma quello del canale)che lo ha risolto in 16 secondi, mentre la migliore  non ufficiale è 9.32 secondi,sempre da lui.